# Jens Bratlie
Jens Kristian Meinich Bratlie (1856-1939) advogado e político, foi primeiro-ministro da Noruega entre 1912 e 1913.

## Biografia
Jens Bratlie nasceu em Nordre Land em Oppland, Noruega. Bratlie veio de uma família de importantes empresários e funcionários públicos. Ele era filho de Erik Bratlie (1814-1890) e da esposa Bolette Sofie Meinich (1821-1870). Após a morte de sua mãe, ele foi adotado pelo industrial Jørgen Meinich.
Bratlie graduou-se na Escola Secundária Militar em 1880 e foi treinado como oficial do exército (eventualmente subindo ao nível de Major General). Ele também se formou em direito, permitindo-lhe trabalhar como funcionário público de alto escalão (1886). Ele serviu vários anos como secretário de expedição no Departamento de Defesa. Ele se tornou Capitão (1893), Comissário da Comissão Geral (1898) e Procurador Geral do Judiciário Armênio em 1906.
Bratlie ocupou vários cargos, como líder do Partido Conservador (1910–11) e presidente do Storting (1910–12). Ele estava no Storting representando Kristiania (agora Oslo) 1900-12 e 1916-1918. Ele serviu como Ministro da Defesa e Ministro da Auditoria da Noruega de 1912 a 1913.
Nas eleições parlamentares norueguesas de 1927, ele foi o quarto candidato ao partido Legião Nacional, atrás de Karl Meyer, Frøis Frøisland e Thorvald Aadahl. Em um comunicado à imprensa, a Legião Nacional (liderada por Meyer) afirmou que escolheu a dedo personalidades "fortes" para combater as adversidades na política norueguesa. Frøisland denunciou a votação em um artigo do Aftenposten, afirmando que ele mesmo, Aadahl e Bratlie não queriam e desconheciam a nomeação. Ele afirmou que uma votação para a Legião Nacional seria um voto perdidona luta contra os "comunistas". No entanto, de acordo com a lei eleitoral norueguesa, as pessoas que constavam da cédula não tinham fundamento legal para evitar serem nomeadas.
 

Ele serviu como presidente do Partido Conservador de 1911 a 1919. Após sua morte em 1939, seu enterro foi em Vår Frelsers gravlund.